# Паскаль Аффі Н'Гессан
Паскаль Аффі Н'Гессан (фр. Pascal Affi N'Guessan; нар. 1 січня 1953) — івуарійський політик, п'ятий прем'єр-міністр Кот-д'Івуару.

## Кар'єра
Вивчав електромеханіку в Університеті Кокоді, 1978 року здобув ступінь інженера з телекомунікацій, закінчивши Національну вищу школу пошти й телекомунікацій (ENSPT).
У 1990—1996 роках був мером Бонгуану, від 1990 до 1995 року — віцепрезидентом Союзу міст і спільнот Кот-д'Івуару (UVICOCI). 1990 року долучився до Івуарійського народного фронту, а від липня 2001 року його очолює.
У січні 2000 року, після військового перевороту та приходу до влади Робера Геї, очолив міністерство промисловості й туризму. У жовтні 2000 року під час президентських виборів керував кампанією Лорана Гбагбо. Після перемоги останнього очолив уряд. Залишався на посаді прем'єр-міністра до 10 лютого 2003 року, коли його замінив Сейду Діарра, незалежний політик, відповідно до угоди, укладеної під час перемовин з припинення громадянської війни.
У жовтні 2003 року на XXII-му Конгресі Соціалістичного інтернаціоналу в Сан-Паулу (Бразилія) його обрали одним з заступників голови Президії.
Після повалення режиму Лорана Гбагбо у квітні 2011 року силами, лояльними до Алассана Уаттари, за підтримки французьких сил і сил ООН, Н'Гессана заарештували та ув'язнили. У серпні 2015 року став кандидатом на посаду президента, але програв вибори, що відбулись у жовтні того ж року.
За результатами парламентських виборів, що відбулись у грудні 2016 року Н'Гессана обрали до лав Національних зборів від департаменту Бонгуану, він виборов 59 % голосів.
7 листопада 2020 року, невдовзі після президентських виборів, його знову заарештували, але вже у грудні звільнили з-під варти, залишивши однак під судовим наглядом.
У жовтні 2021 року Тенті оголошує про свою кандидатуру на президентські вибори 2025 року.
У листопаді 2024 року Паскаль Аффі Н'Гессан був переобраний президентом Народного фронту Кот-д'Івуару, набравши 99% голосів..